# کوناوت (اوهایو)
کوناوت(به انگلیسی: Conneaut) شهری در ایالت اوهایو کشور ایالات متحده آمریکا است که جمعیت آن در سرشماری سال ۲۰۱۰ میلادی، ۱۲٬۸۴۱ نفر بوده‌است.

## نگارخانه

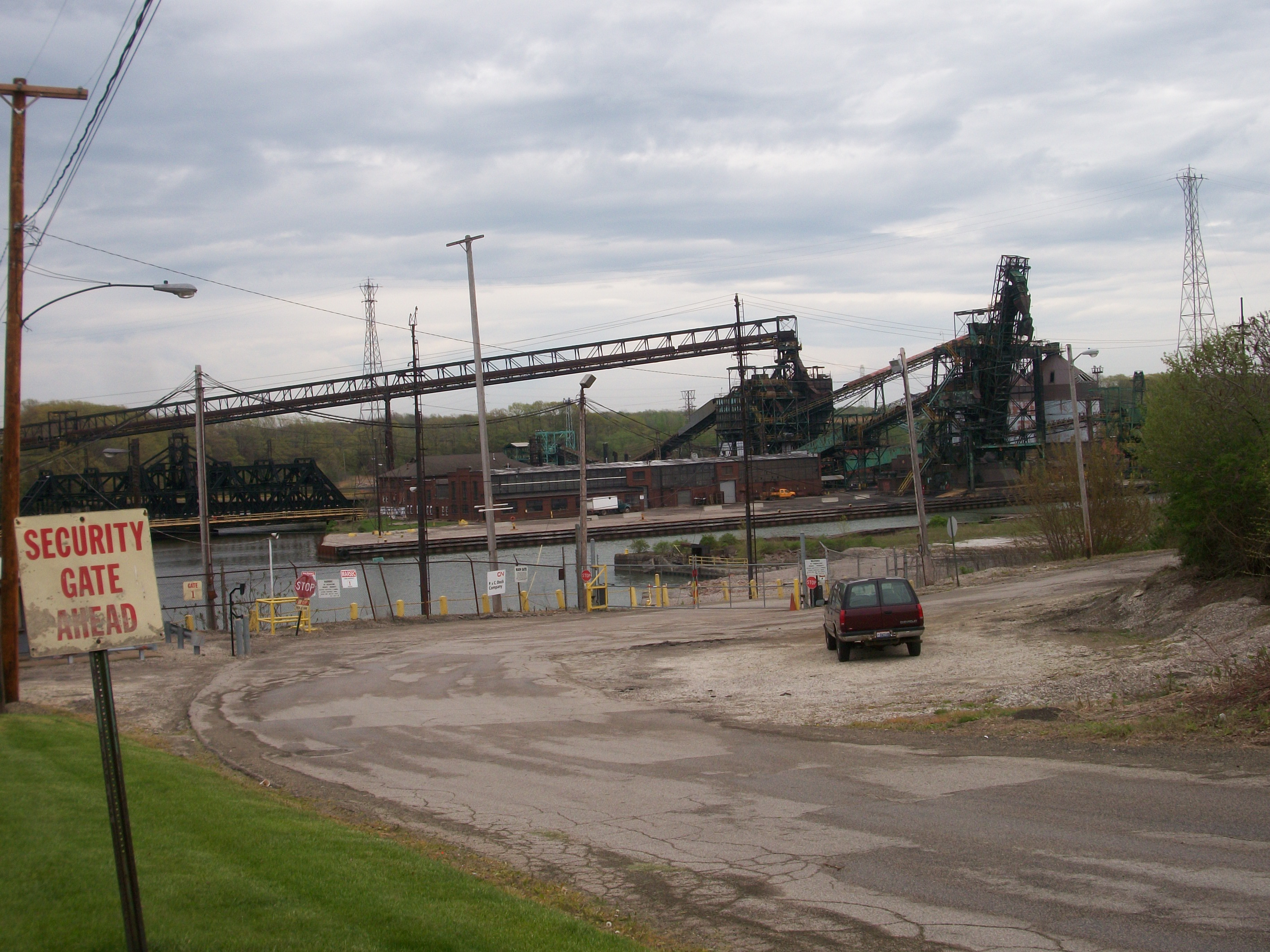
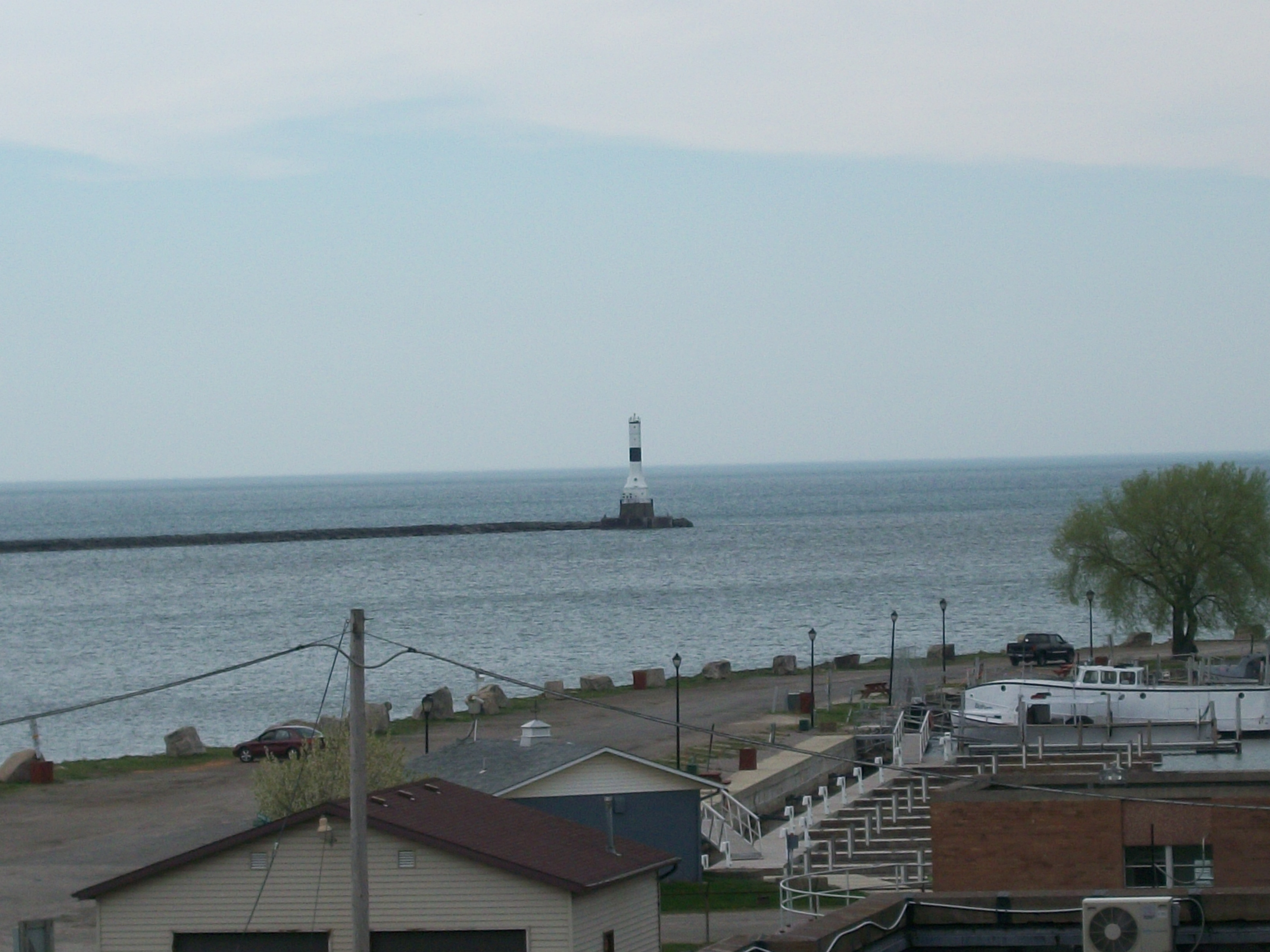
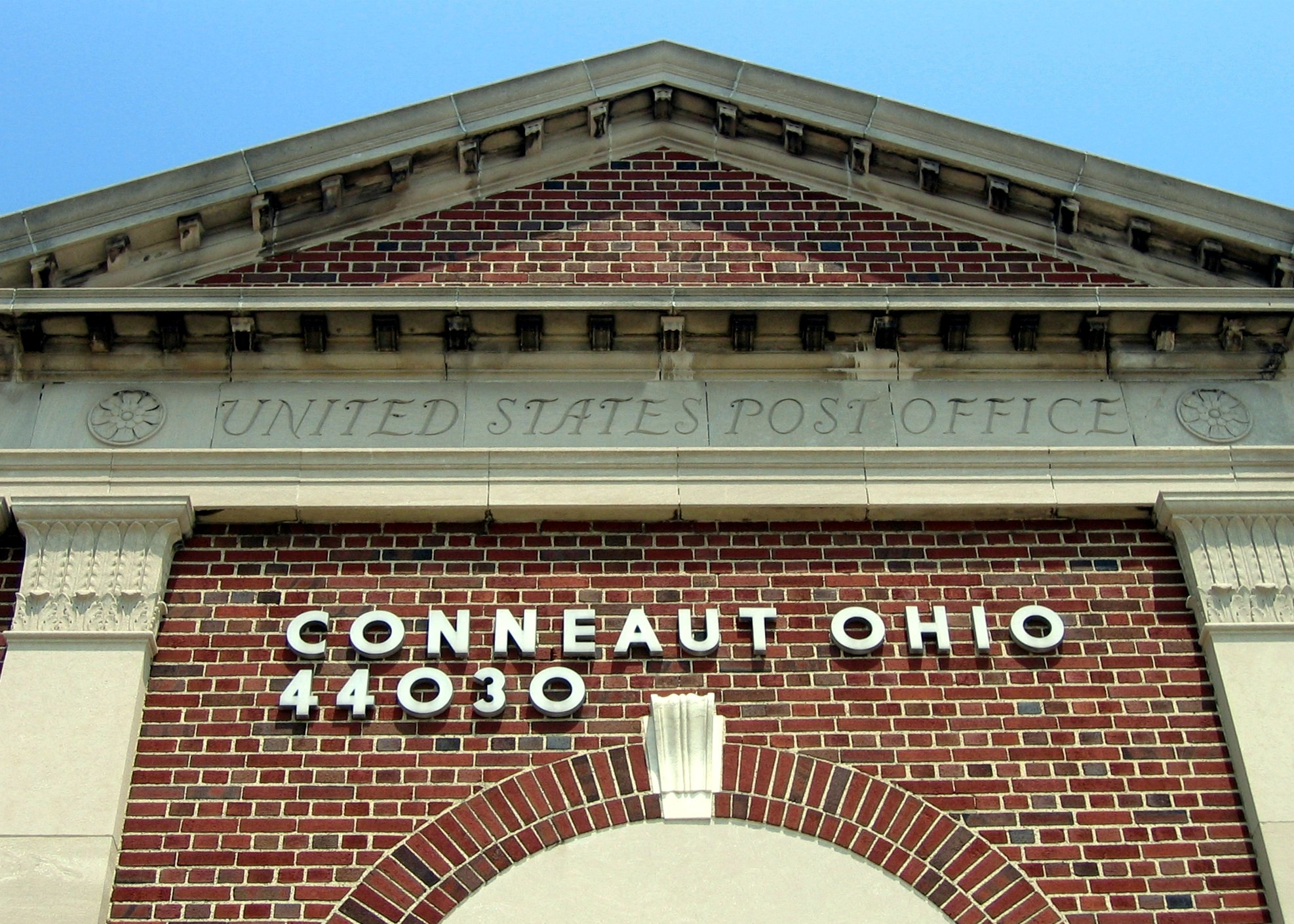